# 서울성북초등학교
서울성북초등학교(城北初等學校)는 대한민국 서울특별시 성북구에 있는 공립 초등학교이다.

## 학교 연혁
- 1908년 삼산의숙(三山義塾)으로 설립
- 1943년 3월 3일: 경성삼산국민학교 인가
- 1946년 3월 1일: 서울성북국민학교로 개명
- 1996년 3월 1일: 서울성북초등학교로 교명 변경
- 2025년 11월 18일: 개교 90주년